# Ajmone Finestra
Ajmone Finestra (Todi, 4 febbraio 1921 – Latina, 26 aprile 2012) è stato un politico italiano.

## Biografia
Di origini umbre, si trasferì a Littoria nel 1934, città sorta dopo la bonifica dell'Agro Pontino, a seguito del padre, il quale fu dirigente dell'Opera Nazionale Combattenti.
Finestra durante il periodo della RSI aderì alla Repubblica Sociale Italiana e, dopo la guerra, al neonato Movimento Sociale Italiano. Per trentasei anni ricoprì l'incarico di federale (segretario provinciale) della provincia di Latina.
Processato per crimini di guerra, il pm Oscar Luigi Scalfaro ne chiese la condanna a morte. La sostituzione del magistrato gli riconobbe le attenuanti, con conseguente riduzione della pena. Fu poi amnistiato.
Nel 1972 fu eletto per la prima volta consigliere regionale del Lazio nelle liste del MSI e mantenne questo incarico per un decennio.
Eletto per la prima volta al Senato nel 1979, fece parte della commissione Difesa di Palazzo Madama; confermato senatore nel 1983, ha fatto parte della medesima commissione anche nella IX legislatura.
Alle elezioni del 1993 fu eletto sindaco di Latina al ballottaggio con il 57,5% dei voti. Fu il primo sindaco di Latina a essere eletto direttamente dai cittadini. Alle successive elezioni del 1997 Finestra si presentò come indipendente poiché, avendo rifiutato la Svolta di Fiuggi, non aderì ad Alleanza Nazionale. Fu confermato sindaco al primo turno con il 62,8% dei voti e restò in carica fino al 2002, quando gli successe Vincenzo Zaccheo.
Nel 2002 fu eletto vicepresidente dell'Unione nazionale combattenti della Repubblica sociale italiana per poi divenirne presidente nel 2003.
Morì a Latina il 26 aprile 2012 all'età di 91 anni.